# Anna Yegorova
O Tenente Sênior Anna Alexandrovna Timofeyeva-Yegorova (em russo:  Анна Александровна Тимофеева-Егорова; 23 de setembro de 1916 – 29 de outubro de 2009) foi uma piloto soviética durante a Segunda Guerra Mundial. Ela voou um total de 277 missões de reconhecimento e missões de ataque ar-terra. Ela foi agraciada com o título de Heroína da União Soviética.